# Ceratogyrus bechuanicus
Ceratogyrus bechuanicus är en spindelart som beskrevs av William Frederick Purcell 1902. Ceratogyrus bechuanicus ingår i släktet Ceratogyrus och familjen fågelspindlar. Inga underarter finns listade i Catalogue of Life.